# Fossato di Vico
Fossato di Vico – miejscowość i gmina we Włoszech, w regionie Umbria, w prowincji Perugia.
Według danych na rok 2004 gminę zamieszkiwało 2460 osób, 70,3 os./km².